# Saubach (Barbian)

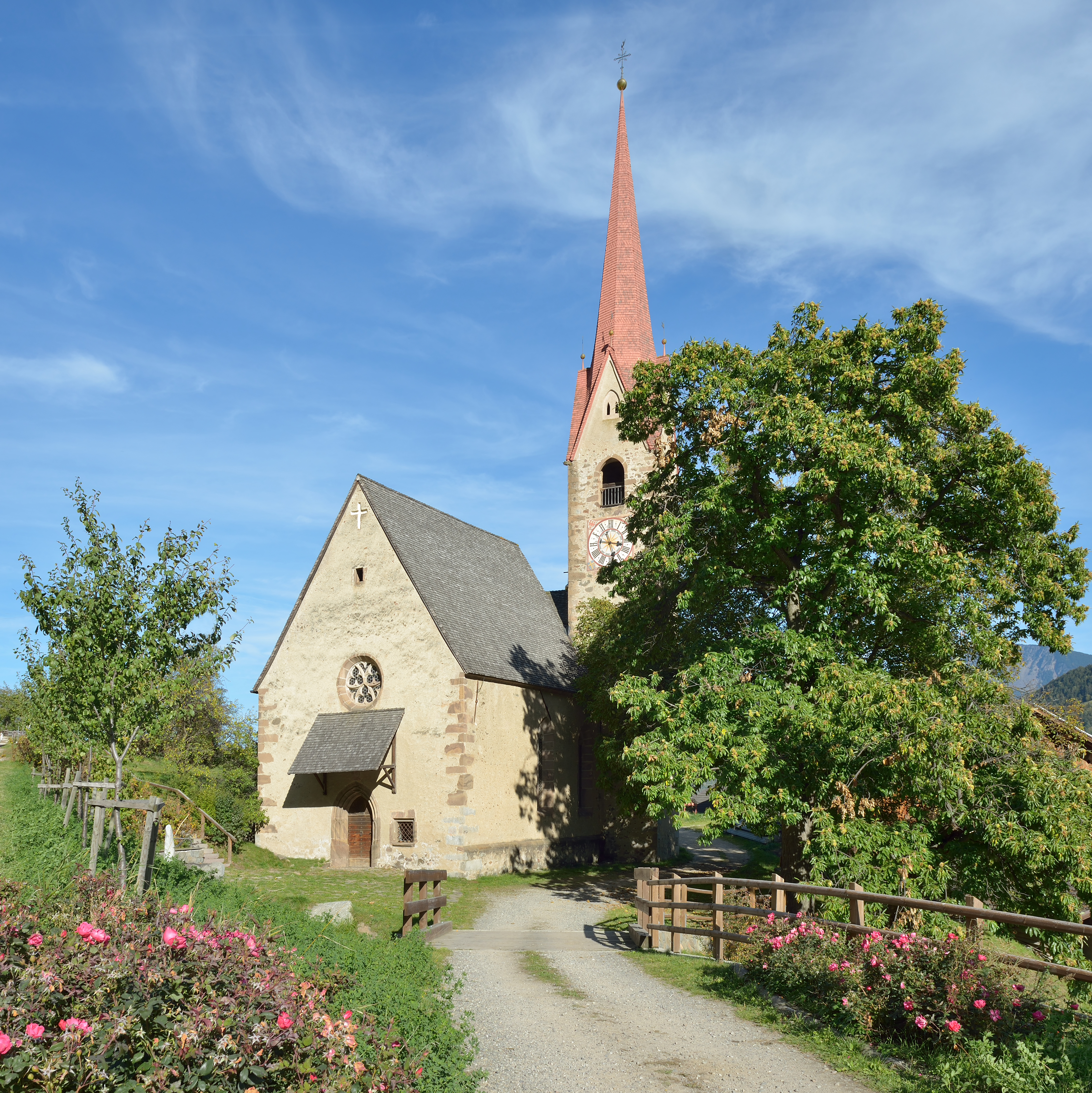
Kirche Sankt Ingenuin und Albuin in Saubach

Saubach ist ein Ortsteil der Gemeinde Barbian im Eisacktal in Südtirol. 

## Geographie
Saubach liegt rund 2 Kilometer südlich des Gemeindehauptorts Barbian auf etwa 800 m Höhe. Die Streusiedlung befindet sich in Hanglage ungefähr auf gleicher Höhe wie der Kernort Barbian, auf westlicher Seite im Eisacktal. Der höchste Punkt am Saubacher Kofel im Nordwesten oberhalb von Saubach ist 1771 m hoch. Unterhalb von Saubach liegt im Talgrund am Eisack die Barbianer Fraktion Kollmann, Richtung Süden erreicht man über eine schmale Straße die Rittner Streusiedlung Rotwand. 

## Sehenswertes

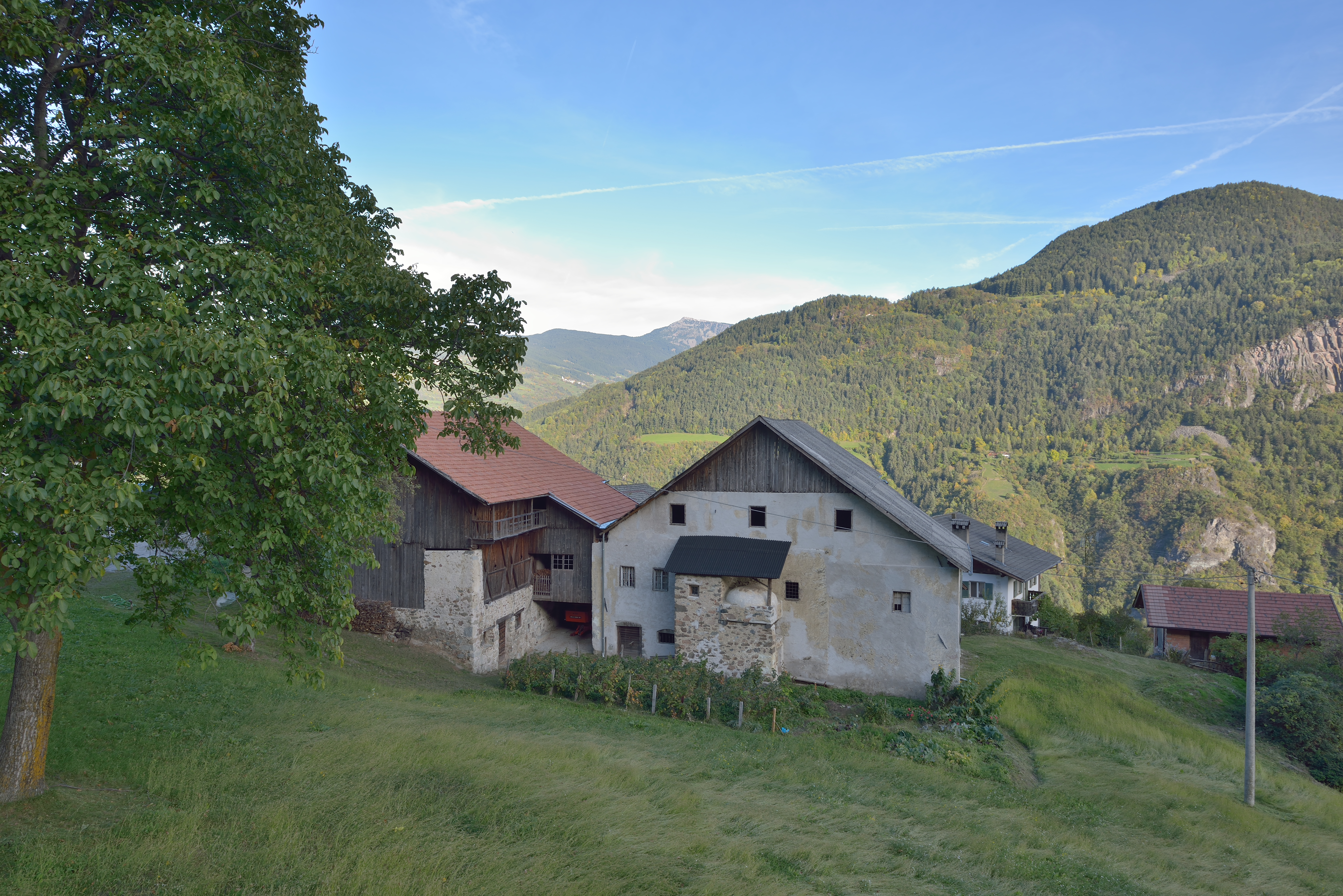
Hof Unterfaller

Das Zentrum der Ortschaft bildet die gotische Kirche Sankt Ingenuin und Albuin, die um 1500 erbaut wurde und als Baudenkmal ausgewiesen ist. Weitere Baudenkmale in Saubach sind die historischen Gebäude der Bauernhöfe Puntlitter, oberhalb der Kirche gelegen, sowie Unterfaller, unterhalb der Kirche.
Eine 120 Meter lange Hängebrücke über den Ganderbach entlang des Keschtnweges verbindet seit 2021 die Orte Barbian und Saubach.